# Guyalna flavantica
Guyalna flavantica is een insect dat behoort tot de cicadenfamilie van de zangcicaden Cicadidae. De wetenschappelijke naam van de soort werd voor het eerst geldig gepubliceerd in 2017 door Ruschel.